# Grand Prix Formule 1 van de Verenigde Staten 2007
De Grand Prix Formule 1 van de Verenigde Staten 2007 werd gehouden op 17 juni 2007 op de Indianapolis Motor Speedway in Indianapolis.

## Uitslag
| Positie | Nummer | Rijder               | Team                 | Ronden | Tijd/Opgave | Startplaats | Punten |
| ------- | ------ | -------------------- | -------------------- | ------ | ----------- | ----------- | ------ |
| 1       | 2      | Lewis Hamilton       | McLaren - Mercedes   | 73     | 1:31:09.965 | 1           | 10     |
| 2       | 1      | Fernando Alonso      | McLaren - Mercedes   | 73     | +1.500      | 2           | 8      |
| 3       | 5      | Felipe Massa         | Scuderia Ferrari     | 73     | +12.800     | 3           | 6      |
| 4       | 6      | Kimi Räikkönen       | Scuderia Ferrari     | 73     | +15.400     | 4           | 5      |
| 5       | 4      | Heikki Kovalainen    | Renault              | 73     | +41.400     | 6           | 4      |
| 6       | 12     | Jarno Trulli         | Toyota               | 73     | +1:06.700   | 8           | 3      |
| 7       | 15     | Mark Webber          | Red Bull - Renault   | 73     | +1:07.300   | 9           | 2      |
| 8       | 10     | Sebastian Vettel     | BMW Sauber           | 73     | +1:07.700   | 7           | 1      |
| 9       | 3      | Giancarlo Fisichella | Renault              | 72     | +1 Ronde    | 10          |        |
| 10      | 17     | Alexander Wurz       | Williams - Toyota    | 72     | +1 Ronde    | 17          |        |
| 11      | 23     | Anthony Davidson     | Super Aguri - Honda  | 72     | +1 Ronde    | 16          |        |
| 12      | 7      | Jenson Button        | Honda                | 72     | +1 Ronde    | 13          |        |
| 13      | 19     | Scott Speed          | Toro Rosso - Ferrari | 71     | +2 Rondes   | 20          |        |
| 14      | 20     | Adrian Sutil         | Spyker - Ferrari     | 71     | +2 Rondes   | 21          |        |
| 15      | 21     | Christijan Albers    | Spyker - Ferrari     | 70     | +3 Rondes   | 22          |        |
| 16      | 16     | Nico Rosberg         | Williams - Toyota    | 68     | Motor       | 14          |        |
| 17      | 18     | Vitantonio Liuzzi    | Toro Rosso - Ferrari | 68     | Waterdruk   | 19          |        |
| Ret     | 9      | Nick Heidfeld        | BMW Sauber           | 56     | Transmissie | 5           |        |
| Ret     | 22     | Takuma Sato          | Super Aguri - Honda  | 13     | Gespind     | 18          |        |
| Ret     | 14     | David Coulthard      | Red Bull - Renault   | 0      | Botsing     | 11          |        |
| Ret     | 8      | Rubens Barrichello   | Honda                | 0      | Botsing     | 15          |        |
| Ret     | 11     | Ralf Schumacher      | Toyota               | 0      | Botsing     | 12          |        |

## Wetenswaardigheden
- Eerste punten: Met 19 jaar en 349 dagen was Sebastian Vettel de jongste coureur die punten scoort, een record dat eerst nog op naam stond van Jenson Button op de leeftijd van 20 jaar en 67 dagen bij de Grand Prix van Brazilië 2000.
- Laatste race: Indianapolis Motor Speedway.
- Rondeleiders: Lewis Hamilton 66 (1-20; 27-50; 52-73), Fernando Alonso 1 (21), Heikki Kovalainen 5 (22-26) en Felipe Massa 1 (51).
- In de Verenigde Staten werd deze race uitgezonden door FOX.
- Dit was de laatste race waarin Nick Heidfeld niet geklasseerd werd tot de Grand Prix van Singapore 2009.

## Standen na de Grand Prix

### Coureurs
| Positie | Nummer | Rijder          | Team             | Punten |
| ------- | ------ | --------------- | ---------------- | ------ |
| 1       | 2      | Lewis Hamilton  | McLaren          | 58     |
| 2       | 1      | Fernando Alonso | McLaren          | 48     |
| 3       | 5      | Felipe Massa    | Scuderia Ferrari | 39     |
| 4       | 6      | Kimi Räikkönen  | Scuderia Ferrari | 32     |
| 5       | 9      | Nick Heidfeld   | BMW Sauber       | 26     |

### Constructeurs
| Positie | Nummers | Team             | Rijders                                | Punten |
| ------- | ------- | ---------------- | -------------------------------------- | ------ |
| 1       | 1 2     | McLaren          | Fernando Alonso Lewis Hamilton         | 106    |
| 2       | 5 6     | Scuderia Ferrari | Kimi Räikkönen Felipe Massa            | 71     |
| 3       | 9 10    | BMW Sauber       | Nick Heidfeld Robert Kubica            | 39     |
| 4       | 3 4     | Renault          | Giancarlo Fisichella Heikki Kovalainen | 25     |
| 5       | 16 17   | Williams         | Nico Rosberg Alexander Wurz            | 13     |

## Statistieken
| Snelste ronde | Kimi Räikkönen | Scuderia Ferrari | 1:13.117 |

## Noot
- Dit was het debuut van de Duitse coureur (en toekomstig wereldkampioen) Sebastian Vettel.
- Zevenhonderdste Grand Prix-start voor een Italiaanse coureur.
- Eerste rondes als raceleider voor Heikki Kovaläinen.

Grand Prix Formule 1 van de Verenigde Staten: 1908 · 1910 · 1911 · 1912 · 1914 · 1915 · 1916 · 1959 · 1960 · 1961 · 1962 · 1963 · 1964 · 1965 · 1966 · 1967 · 1968 · 1969 · 1970 · 1971 · 1972 · 1973 · 1974 · 1975 · 1976 · 1977 · 1978 · 1979 · 1980 · 1989 · 1990 · 1991 · 2000 · 2001 · 2002 · 2003 · 2004 · 2005 · 2006 · 2007 · 2012 · 2013 · 2014 · 2015 · 2016 · 2017 · 2018 · 2019 · 2021 · 2022 · 2023 · 2024 · 2025 · 2026

Indianapolis 500: 1950 · 1951 · 1952 · 1953 · 1954 · 1955 · 1956 · 1957 · 1958 · 1959 · 1960

Grand Prix Formule 1 van de Verenigde Staten West: 1976 · 1977 · 1978 · 1979 · 1980 · 1981 · 1982 · 1983

Grand Prix Formule 1 van Las Vegas: 1981 · 1982 · 2023 · 2024 · 2025

Grand Prix Formule 1 van de Verenigde Staten Oost: 1982 · 1983 · 1984 · 1985 · 1986 · 1987 · 1988

Grand Prix Formule 1 van Dallas: 1984

Grand Prix Formule 1 van Miami: 2022 · 2023 · 2024 · 2025 · 2026 · 2027 · 2028 · 2029 · 2030 · 2031 · 2032 · 2033 · 2034 · 2035 · 2036 · 2037 · 2038 · 2039 · 2040 · 2041